# Ioniţa Scipione Bădescu
Ioniţa Scipione Bădescu (Buciumi, 1840-Botoșani, 1904) fue un escritor, periodista y publicista rumano.

## Biografía
Nacido el 2 de mayo de 1840 en Răstolț-Sălaj, en Transilvania, empezó colaborando en el periódico Concordia de Pest (1866) y luego en la revista Familia. Terminados sus estudios en Pest, llegó a Bucarest en 1868 y colaboró en Românul y otros periódicos. Entre sus obras se encontraron títulos como Coroana României, poemas nacionales (1881), y obras diversas publicadas en Convorbiri literare, Noul Curier Român y Trompeta Carpaţilor. Afín a ideas socialistas, falleció el 4 de octubre de 1904 en Botoșani.